# Matt Duke
Matthew "Matt" Duke (Sheffield, 1977. június 16.) angol labdarúgókapus, a Northampton Town FC játékosa.

## Pályafutása

### Kezdeti évek
Duke az amatőr Alfreton Townban kezdte pályafutását, majd 1999-ben a Sheffield Unitedhez került. Itt nem jutott lehetőséghez, ezért kölcsönadták a Burynek, 2000-ben pedig leigazolta a Burton Albion, ahol alapember lett. A csapatnál töltött három szezonja alatt 78 bajnokin lépett pályára.

### Hull City AFC
2004. július 23-án 20 ezer fontért leigazolta a Hull City. Legtöbbször csak a cserepadra került Boaz Myhill mögött, 2005-ben és 2006-ban kölcsönben megjárta a Stockport County, illetve a Wycombe Wanderers csapatait. A 2007/08-as szezonban egy Crewe Alexandra elleni Ligakupa-meccsen olyan jól védett, hogy a következő két bajnokin kezdőként kapott lehetőséget, de aztán combsérülést szenvedett.
Az orvosok hererákot diagnosztizáltak nála, 2008. január 5-én műtötték meg. Március 29-én, egy Watford elleni meccsen tért vissza a keretbe, amikor leülhetett a kispadra. A Hull első élvonalbeli szezonját Myhill cseréjeként kezdte, de két Newcastle United elleni kupamérkőzésen is megőrizte kapuját a góltól. 2009. január 28-án, egy West Ham United elleni találkozón bemutatkozhatott a Premier League-ben. A Tigrisek ugyan 2-0-s vereséget szenvedtek, de Duke kivédett egy büntetőt és megválasztották a meccs legjobbjának. A következő kilenc bajnokin ő védte csapata kapuját.

## Külső hivatkozások
- Matt Duke pályafutásának statisztikái a Soccerbase oldalon (angolul)

- Duke adatlapja a Northampton Town FC honlapján

## Fordítás
- Ez a szócikk részben vagy egészben  a   Matt Duke című angol Wikipédia-szócikk fordításán alapul.  Az eredeti cikk szerkesztőit annak laptörténete sorolja fel. Ez a jelzés csupán a megfogalmazás eredetét és a szerzői jogokat jelzi, nem szolgál a cikkben szereplő információk forrásmegjelöléseként.